# کی. ای. سی. کرسول
کِپل آرچیبالد کمرون کرسوِل (انگلیسی: Keppel Archibald Cameron Creswell، ۱۳ سپتامبر ۱۸۷۹ – ۸ آوریل ۱۹۷۴)، مورخِ انگلیسیِ معماریِ جهانِ اسلام بود. دو اثرِ مُفصّلِ او، معماریِ متقدمِ مسلمانان و معماریِ مسلمانان در مصر، از مراجعِ اصلیِ مطالعهٔ تاریخِ معماریِ جهانِ اسلام است. کتابِ نخست خود شاملِ دو بخش است. در بخشِ نخست، که نخست در یک جلد و بعدها در دو جلد منتشر شد، کرسول به بناهای صدرِ اسلام تا پایانِ دورهٔ امویان پرداخته‌است. بخشِ دوم به بناهای دورهٔ عباسیان، تا پایانِ سدهٔ سومِ تاریخِ اسلام، اختصاص دارد. در سالِ ۱۹۵۸، کرسول نسخهٔ کوتاه‌شده‌ای از این کتاب منتشر کرد و در سالِ ۱۹۸۹ جیمز آلن این نسخهٔ کوتاه‌شده را با اخبار و یافته‌های تازه به‌روز کرد.
مهدی گلچین عارفی نسخهٔ آلن را به پارسی برگردانده و به نامِ گذری بر معماری متقدم مسلمانان منتشر کرده‌است.